# 第116师团 (日本陆军)
第116师团（だいひゃくじゅうろくしだん）是大日本帝國陸軍师团之一。

## 沿革
中国抗日战争爆发后的1938年（昭和13年）5月15日在京都留守的第16师团负责編组的特設师团。編成後，立即编入中支那派遣军作戰序列被派遣往中國战線进攻华中地区，以4個步兵大隊为基础编组为石原支隊并参加了武汉会战。武漢作战後在華中负责警備任务，中支那派遣軍废除後被编入第13軍的战斗序列。
太平洋战争開战後编入至第13軍隷下驻扎在華中并在此参加了各个作战。1944年（昭和19年）10月编入第20軍战斗序列，参加豫湘桂会战第二段豫湘桂会战的衡阳市攻略，在約40日間的攻防战斗中编制战力遭到严重的破坏的情况下排除中国軍的抵抗并成功占領。之后参加机场破壊作战，并在负责当地的警备任务的情况下迎来終战。
师团最早下属编成有步兵第109联队、步兵第120联队、步兵第133联队、步兵第138联队步兵4個联队制师团，1942年（昭和17年）12月起步兵第138联队转隶第31师团，改編为步兵3個联队制师团。

## 师团概要

### 歴代师团長
- 清水喜重 预备役中将：1938年（昭和13年）5月15日 - 1939年（昭和14年）5月19日
- 篠原誠一郎 中将：1939年（昭和14年）5月19日 - 1941年（昭和16年）10月15日
- 武内俊二郎 中将：1941年（昭和16年）10月15日 - 1943年（昭和18年）6月10日
- 岩永汪 中将：1943年（昭和18年）6月10日 - 1945年（昭和20年）3月9日
- 菱田元四郎 中将：1945年（昭和20年）3月9日 - 終战

### 最終所属部隊
- 步兵第109联队（京都）：瀧寺保三郎大佐
- 步兵第120联队（福知山）：儿玉忠雄大佐
- 步兵第133联队（津）：加川勝永大佐
- 野砲兵第122联队：安井清大佐
- 工兵第116联队：池田金太郎大佐
- 輜重兵第116联队：南喜代彦大佐
- 第116师团通信隊
- 第116师团衛生隊：井村煕中佐
- 第116师团第1野战医院：小山倫夫軍医少佐
- 第116师团第2野战医院：副島順造軍医少佐
- 第116师团第4野战医院：阿久津澄義軍医少佐